# Maud Behn
Maud Angelica Behn (29 de abril de 2003, Oslo) é a primeira filha da princesa Marta Luísa da Noruega e de seu ex-marido, o escritor e pintor Ari Behn.
Maud é a neta mais velha do rei Haroldo V da Noruega e da rainha consorte Sónia da Noruega. Atualmente, em janeiro de 2021, ela ocupa a quinta posição na linha de sucessão ao trono norueguês. Quando nasceu, ocupava a terceira posição, imediatamente após o seu tio, o príncipe Haakon, Príncipe Herdeiro da Noruega e sua mãe.

## Biografia
Maud nasceu no hospital nacional Rikshospitalet, na cidade de Oslo na Noruega, e foi batizada na Capela do Palácio Real de Oslo (Slottskapellet) no dia 2 de julho de 2003, no aniversário de cem anos de seu bisavô, o rei Olavo V da Noruega. Os seus padrinhos são: o rei Haroldo V da Noruega (seu avô), o príncipe Haakon, Príncipe Herdeiro da Noruega, a princesa Alexandra de Sayn-Wittgenstein-Berleburg, Anja Sabrina Bjørshol, Marianne Ulrichsen, Kåre Conradi e Trond Giske. Para a cerimônia, ela usou um traje de batizado tradicional da família real norueguesa, criado em 1920 pela Princesa Ingeborg e usado por todas as crianças reais descendentes do príncipe Carlos, Duque da Gotalândia Ocidental.
Ela foi nomeada a partir de sua trisavó, a rainha consorte Maud de Gales, a filha mais nova do rei Eduardo VII do Reino Unido.
da Noruega, a filha mais nova do rei Eduardo VII do Reino Unido. 
Maud tem duas irmãs menores, Leia Behn (nascida em 08 de abril de 2005) e a Emma Behn (nascida em 29 de setembro de 2008).
Entre 2012 e 2015 morou com os pais e as irmãs em Londres, na Inglaterra, tendo seus pais se divorciado em 2017. 
Em junho de 2025, ela se assumiu bissexual atráves de uma postagem no Instagram com imagens das celebrações do Parada do Orgulho de Oslo.

## Aparições públicas
Apesar dela e de suas irmãs não terem recebido um título real e de no futuro não terem funções oficiais na Casa de Glucksburgo, elas costumam participar de eventos envolvendo a família real norueguesa.
Em outubro de 2003, a revista Hola publicava uma matéria sobre o "debut" de Maud, escrevendo que sua aparição no concurso de saltos Rikstoto Grand Prix era a primeira depois de suas fotos por ocasião do nascimento e depois por ocasião do batismo.
Em 2012, ela e as irmãs participaram das comemorações dos aniversários de 75 anos do Rei e da Rainha, em 2016 participaram dos eventos relativos ao Jubileu de Prata do Rei. Em 2017 e 2019 atenderam ao Culto Natalino, por exemplo.    